# Camptogramma
Camptogramma är ett släkte av fjärilar som beskrevs av Stephens 1831. Camptogramma ingår i familjen mätare.
Släktet innehåller bara arten Camptogramma bilineata.

## Bildgalleri

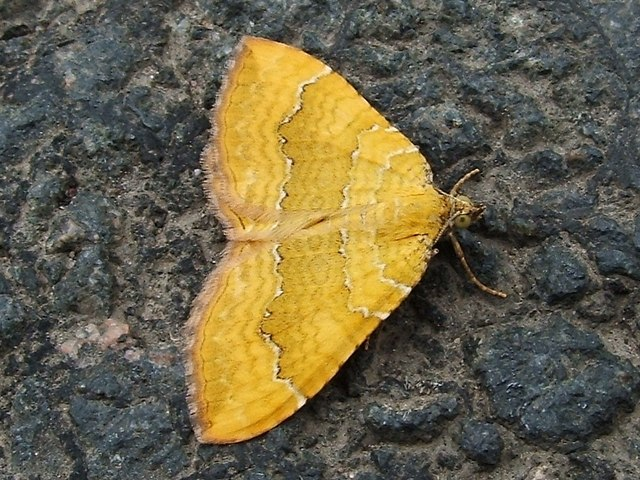
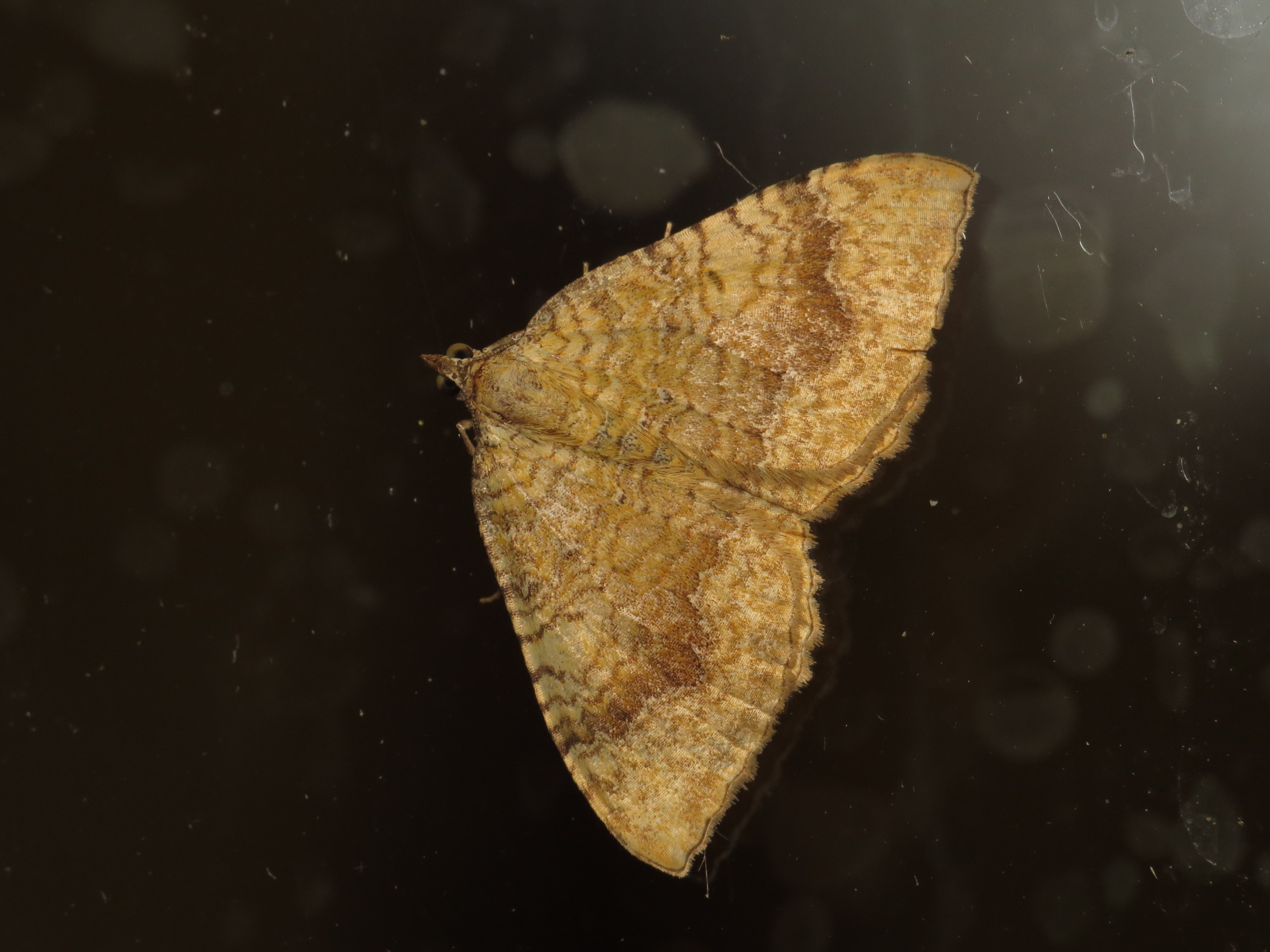
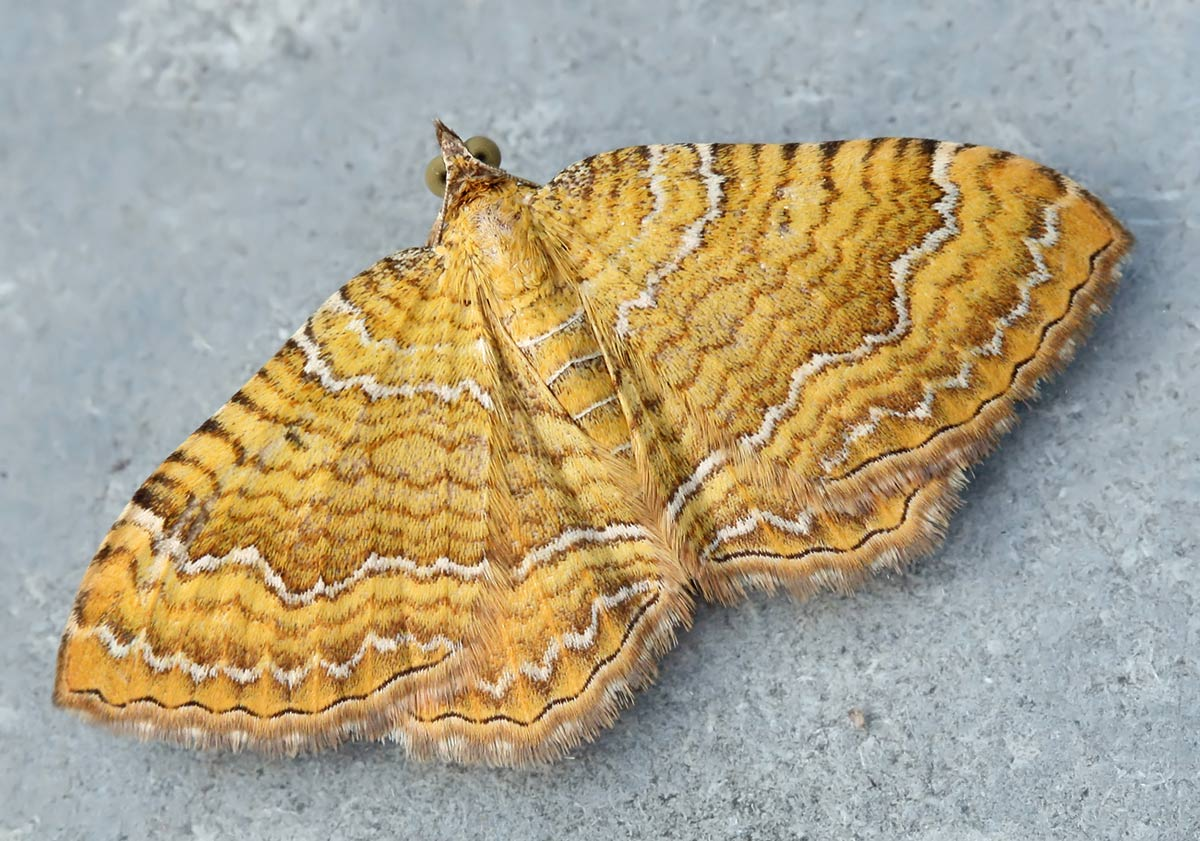
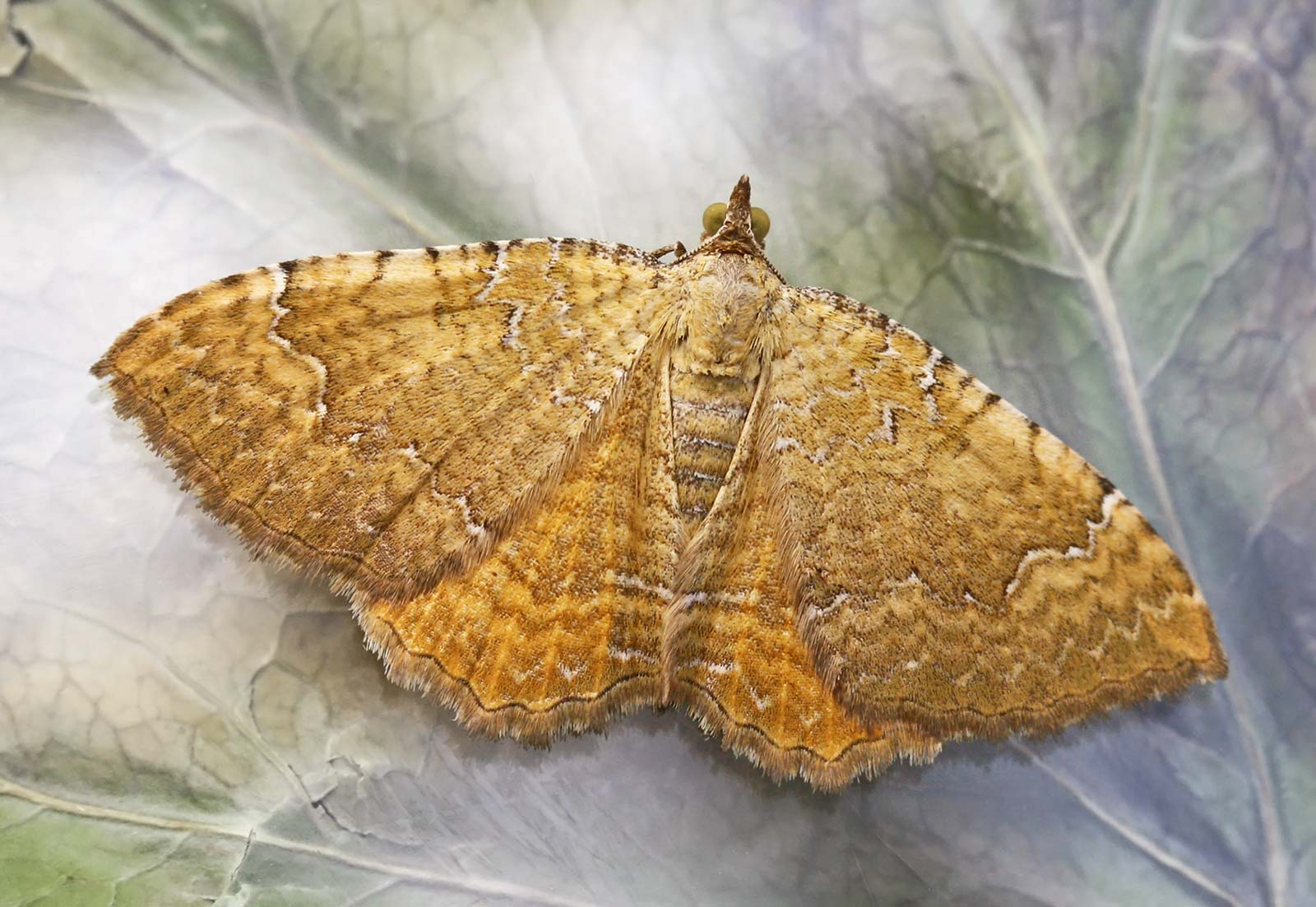
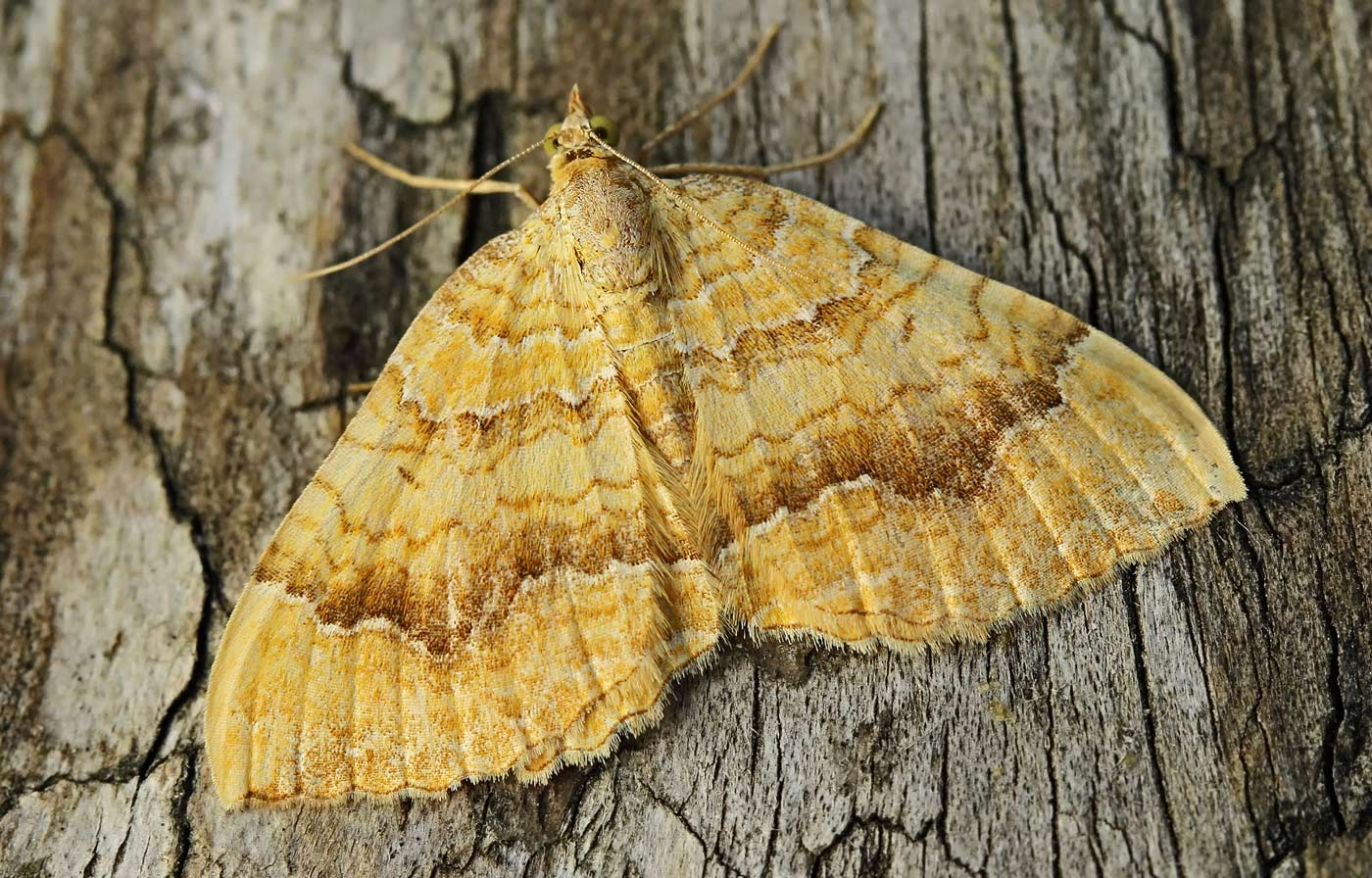
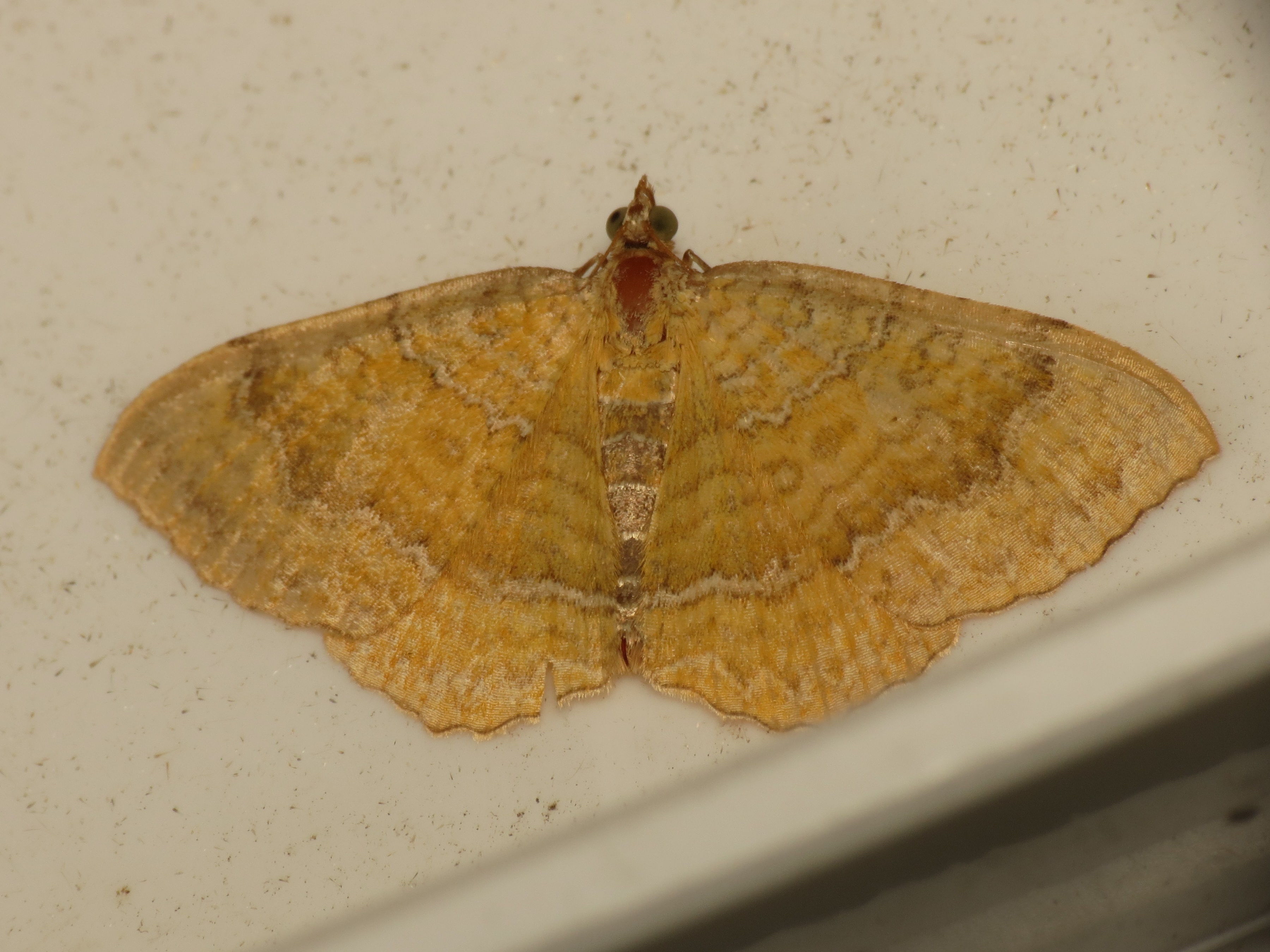